# Tim McGraw (canción)
«Tim McGraw» es el sencillo debut de la cantante y compositora estadounidense Taylor Swift, quien lo escribió junto a Liz Rose para su primer álbum de estudio homónimo de 2006. Big Machine Records lanzó la canción a la radio country de EE. UU. el 19 de junio de 2006. Producida por Nathan Chapman, «Tim McGraw» es una balada country liderada por guitarra acústica que incorpora la progresión de los años 1950 y elementos de rock alternativo. En la letra, el personaje de Swift le suplica a su exnovio que la recuerde cada vez que escuche su canción favorita de Tim McGraw, el homónimo de la canción.
Los críticos musicales elogiaron la composición de Swift por crear música y letras atractivas y nostálgicas. Las reseñas retrospectivas consideraron el sencillo como un momento definitorio en su carrera y un modelo para la composición de Swift en álbumes posteriores. Rolling Stone lo incluyó en sus listas de los «100 Mejores Sencillos Debut de Todos los Tiempos» (2020) y las «200 Mejores Canciones Country de Todos los Tiempos» (2024). El sencillo alcanzó el número 40 en el Billboard Hot 100 y el número seis en Hot Country Songs, y la Asociación de la Industria de la Grabación de América certificó la pista como doble platino.
El video musical que acompaña la canción, dirigido por Trey Fanjoy, muestra a los personajes de Swift y su exnovio recordando un romance de verano pasado en la zona rural de Tennessee. Swift promocionó «Tim McGraw» y su álbum debut con una gira radial de seis meses en 2006, y interpretó la canción en los 42.os Premios de la Academia de Música Country. Incluyó «Tim McGraw» en el repertorio de canciones de su primera gira como cabeza de cartel, Fearless Tour (2009-2010), y la interpretó en giras posteriores: Red Tour (2013), Reputation Stadium Tour (2018) y The Eras Tour (2023).

## Antecedentes
En 2004, Taylor Swift, nacida en Pensilvania, se mudó a Nashville, Tennessee, a los catorce años para seguir una carrera en la música country. Firmó con Sony/ATV en 2004 para convertirse en compositora profesional, y con Big Machine Records en 2005 para convertirse en cantante de música country. A finales de 2005, Swift grabó canciones para su álbum debut homónimo con el productor Nathan Chapman. Para cuando terminó la producción, Swift había completado su primer año de secundaria en Hendersonville, Tennessee.

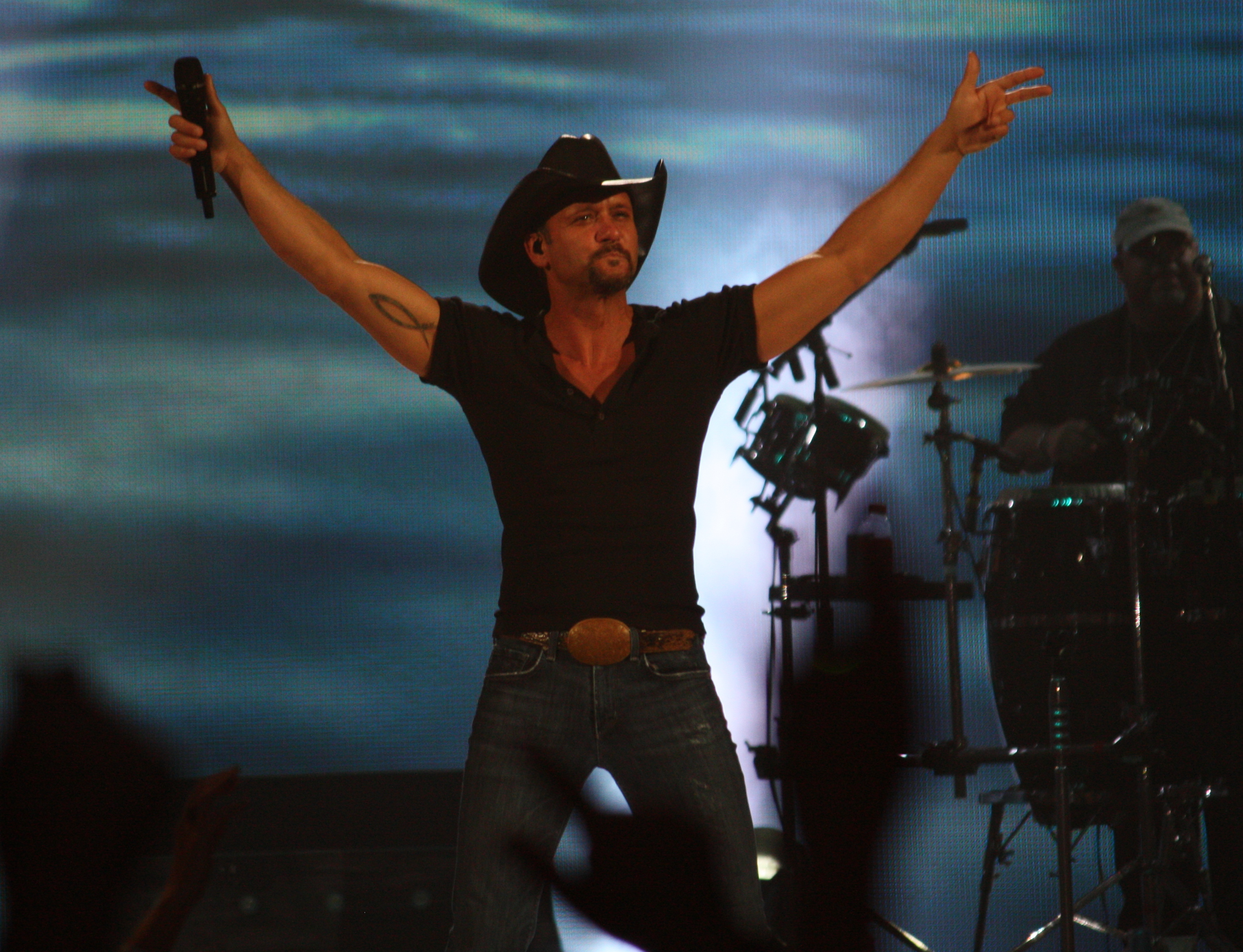
Tim McGraw, el homónimo de la canción

Swift y Liz Rose escribieron «Tim McGraw» durante el primer año de Swift en la secundaria Hendersonville. Ella concibió la idea en medio de su clase de matemáticas: «Estaba sentada allí, y comencé a tararear esta melodía». Luego relacionó la melodía con una situación que estaba enfrentando en ese momento. Swift sabía que ella y su novio de último año se separarían al final del año cuando él se fuera a la universidad. Para hacer frente a las complicadas emociones que estaba experimentando, Swift escribió la canción. Rose dijo que Swift se presentó en su trabajo después de la escuela, escribiendo canciones para Sony/ATV Music, «con la idea y la melodía, sabiendo exactamente lo que quería». Deseaba que la canción capturara la dulzura y la tristeza de amar y perder a alguien. Fue escrita sobre todas las cosas diferentes que le recordarían al sujeto de Swift y el tiempo que pasaron juntos, una vez que él se fuera. «Para su sorpresa, lo primero que le vino a la mente fue [su] amor por la música de Tim McGraw». Se enumeraron varios detalles personales para la canción. La mención de McGraw era una referencia a la canción favorita de Swift, «Can't Tell Me Nothin», de su álbum de 2004 Live Like You Were Dying, más que a McGraw como persona. El proceso de escritura, al igual que con «Our Song», tomó aproximadamente veinte minutos, y se ejecutó con el uso de un piano.
Poco después, Scott Borchetta, CEO de Big Machine Records, firmó con Swift para su recién formada compañía discográfica. Al inicio de la producción del álbum, en una reunión donde Borchetta y Swift discutieron posibles canciones para el álbum debut de Swift, ella interpretó «Tim McGraw» para Borchetta con un ukelele improvisado. Según Swift, tan pronto como Borchetta terminó de escuchar la canción, se volvió hacia Swift y dijo: «Ese es tu primer sencillo». Ella respondió: «Bueno. Entonces así es como funciona». Antes de ese evento, Swift no creía que la canción fuera material para un sencillo. Sin embargo, siguió lo que los ejecutivos del sello le dijeron y aceptó que tenían razón. Swift colocó «Tim McGraw» como la primera pista en Taylor Swift debido a su importancia para ella. En retrospectiva, Swift ha dicho que la canción «es nostálgica y trata sobre pensar en una relación que tuviste y luego perdiste. Creo que una de las emociones humanas más poderosas es lo que debería haber sido y no fue... Esa fue una muy buena canción para comenzar, porque muchas personas pueden relacionarse con querer algo que no pueden tener». Cuando el sujeto de la canción la descubrió, pensó que era «genial» y mantuvo la amistad con Swift a pesar de su ruptura.

## Gráficos
| Listas (2006–2007)                 | Mejor posición |
| ---------------------------------- | -------------- |
| Canadá (Canada Country)            | 10             |
| Estados Unidos (Billboard Hot 100) | 40             |
| Estados Unidos (Hot Country Songs) | 6              |
| Estados Unidos Pop 100 (Billboard) | 69             |

## Certificaciones
| País           | Organismo certificador | Certificación | Ventas certificadas | Ref.   |
| -------------- | ---------------------- | ------------- | ------------------- | ------ |
| Australia      | ARIA                   | Oro           | 35 000              | [ 17 ] |
| Estados Unidos | RIAA                   | 2× Platino    | 2 000               | [ 18 ] |